# Westnewton
Westnewton är en by och en civil parish i Cumbria i England. Civil parish har 247 invånare (2001).